# Rệp phấn trắng
Rệp phấn trắng (Danh pháp khoa học: Planococcus lilacinus) là một loài côn trùng trong họ Pseudococcidae, chúng là một loài côn trùng đa thực, chúng gây hại hàng chục loại cây trồng khác nhau, trong đó có cây cam sành và cây ổi. Chúng còn được biết đến với nhiều tên gọi khác nhau rệp sáp, rệp bông hay rệp sáp giả.

## Đặc điểm
Cơ thể rệp phấn trắng nhỏ, hình bầu dục, xung quanh có những tua ngắn, trên cơ thể có phủ một lớp phấn trắng như bông gòn. Con cái không có cánh, bám chặt một chỗ để hút nhựa cây, đẻ trứng nhỏ li ti trên lá do đó mắt thường không thấy được. Rệp non mới nở có chân bò phân tán ra xung quanh.
Rệp non khi lớn lên chân bị thoái hoá, bám dính ở một chỗ để chích hút cho đến khi trưởng thành. Trong quá trình gây hại rệp tiết ra dịch ngọt là môi trường cho nấm bồ hóng phát triển, đồng thời dẫn dụ kiến đến ăn. Sau đó chúng tha rệp phân tán khắp cây và đến những nơi có nhiều thức ăn mới.

## Gây hại
Cả con trưởng thành và con ấu trùng đều bu bám và chích hút nhựa của những chồi non, lá non, nụ hoa, hoa, trái non… của cây cam sành. Trước khi cây ra hoa và ra trái rệp thường tập trung ở đọt non và chủ yếu là mặt dưới của lá, khi cây có hoa rệp non bò đến các cuống hoa để hút nhựa và sinh sản. Từ khi cây tượng trái thì chúng chỉ tập trung chủ yếu trên trái mà chích hút.
Nếu mật số cao có thể làm cho chồi non, lá non bị xoắn vặn không phát triển được, nụ hoa, hoa và trái non có thể bị rụng. Ngoài cây sapô (hồng xiêm) chúng còn gây hại trên nhiều loại cây trồng khác như: ổi, mãng cầu, táo, nhãn… Chúng thường gây hại trên cây trồng nhất là vào mùa khô. 